# Закон о национальных банках
Закон о национальных банках (англ. National Bank Act; до переименования в 1874 году назывался Законом о национальной валюте (англ. National Currency Act)) — закон, принятый 25 февраля 1863 года и положивший начало создания в США системы национальных банков.

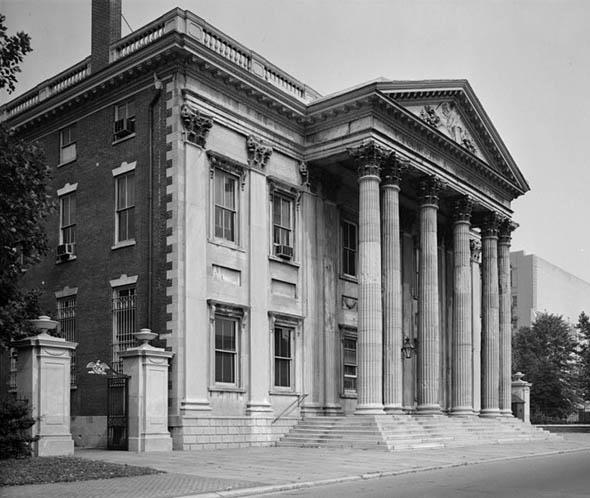
Первый Национальный банк Филадельфии

Эмиссия банкнот в США до принятия закона не регулировалась федеральным законодательством. Деятельность по выпуску банкнот регулировалась в каждом штате своими законами. Банки штатов могли выпускать любое количество банкнот, ничем не обеспеченное со стороны банка. К тому же банкноты часто подделывались, а банковские билеты, выпущенные более надёжными банками, приобретались и обменивались с дисконтом. То есть закон был первоначально направлен на создание в стране единой национальной валюты.
В соответствии с законом были созданы национальные банки, уполномоченные выпускать национальную валюту. Выпускавшиеся банкноты имели единообразный вид. Для того, чтобы получить право на выпуск банковских билетов, национальные банки обязаны были перевести в Казначейство США определённую сумму в зависимости от их капитала в виде именных облигаций Правительства США, приносящих проценты. Отношение между банковским капиталом, облигациями и выпуском банкнот было изменено законами в 1874, 1882 и 1900 годах.
Ни сам закон в его первоначальном виде, ни последующие поправки не запрещали эмиссию банкнот банками штатов или их обращение. В то же время, в феврале 1865 года федеральное правительство ввело с 1 августа 1866 года 10-процентный налог на выпуск банкнот банками штатов и платежи, осуществлявшиеся этими банкнотами. Суровость этого закона привела к тому, что банкноты банков штатов постепенно исчезли из обращения. С принятием 23 декабря 1913 года Закона о Федеральном резерве, предусматривавшего выпуск федеральными резервными банками банковских билетов, доля банкнот национальных банков начала снижаться.